# Онйеджекве, Чике
Чике Онйеджекве (рум. Chike Onyejekwe; род. 9 декабря 1986, Хацег)  — румынский гандболист, выступающий за румынский клуб CSM Bucuresti и сборную Румынии. Родился в Хацеге, в смешанной семье, отец нигериец, мать румынка.

## Карьера

#### Клубная
Чике Онйеджекве начал профессиональную карьеру в румынском клубе Știința Bacău. В 2010 году Онйежекве перешёл в ГК Констанца, в составе которого дважды выиграл чемпионат Румынии. В 2012 году Чике Онйеджекве перешёл в ГК Плошти. В 2013 году Онйеджекве перешёл в ГК Одорхеи. В составе одорхеи Онйеджекве выиграл кубок вызова ЕГФ в 2015 году.

#### Сборная
Чике Онйеджекве выступает за сборную Румынии с 2009 года.

## Награды
- Обладатель кубка вызова ЕГФ: 2015
- Победитель чемпионата Румынии: 2011, 2012.
- Обладатель кубка Румынии: 2011

## Статистика
| Сезон   | Клуб               | Лига            | Матчи | Голы   | Голы   | Голы  |
| Сезон   | Клуб               | Лига            | Матчи | С игры | 7-метр | Всего |
| ------- | ------------------ | --------------- | ----- | ------ | ------ | ----- |
| 2016/17 | ГК Одорхеи Секуеск | Liga Națională: | 18    | 47     | 0      | 47    |